# وایت سیتی (اورگن)
وایت سیتی (به انگلیسی: White City) یک منطقهٔ مسکونی در ایالات متحده آمریکا است که در شهرستان جکسون، اورگن واقع شده‌است. وایت سیتی ۴٫۸ کیلومتر مربع مساحت و ۵٬۴۶۶ نفر جمعیت دارد و ۴۰۰ متر بالاتر از سطح دریا واقع شده‌است.